# Stansted Mountfitchet Castle
Stansted Mountfitchet Castle är ett slott i Storbritannien.   Det ligger i grevskapet Essex och riksdelen England, i den sydöstra delen av landet, 50 km nordost om huvudstaden London. Stansted Mountfitchet Castle ligger 78 meter över havet.
Terrängen runt Stansted Mountfitchet Castle är platt. Runt Stansted Mountfitchet Castle är det ganska tätbefolkat, med 111 invånare per kvadratkilometer. Närmaste större samhälle är Harlow, 15,3 km söder om Stansted Mountfitchet Castle. Trakten runt Stansted Mountfitchet Castle består till största delen av jordbruksmark.